# A Muralha (1954)
A Muralha é uma telenovela brasileira produzida e exibida pela Record entre 2 de novembro e 21 de dezembro de 1954, com 15 capítulos exibidos duas vezes por semana ao vivo, uma vez que na época ainda não existia videotape no Brasil. Foi a primeira telenovela da emissora em uma fase ainda experimental, uma vez que a teledramaturgia só seria estruturada e produzida em sequência a partir de 1956. Baseada no livro A Muralha, lançado pela escritora brasileira Dinah Silveira de Queiroz naquele mesmo ano, foi a primeira telenovela escrita por Ivani Ribeiro, sendo dirigida por J. Silvestre. Apesar do livro abordar diversas histórias, Ivani escolheu especificamente a da judia Ana Cardoso, que não era a principal da trama.
Contou com um elenco enxuto, formado apenas por Fernanda Montenegro, Gilberto Chagas, Rolando Boldrin, Lolita Rodrigues, Gessy Fonseca e Sylvio Silveira.

## Enredo
Ana (Fernanda Montenegro) é uma doce e forte moça judia que tenta salvar a todo custo seu pai da Inquisição em Portugal. Após ser liberto pelo intermédio do poderoso Don Jerônimo (Rolando Boldrin), a moça é prometida em casamento como divida de gratidão e, convertida ao cristianismo, se muda para o Brasil para cumprir sua sina. Ao chegar, no entanto, ela conhece o galante Guilherme (Gilberto Chagas), funcionário de seu futuro marido que é responsável por levá-la até sua nova casa, embora os dois acabem se apaixonando. Apesar disso, Ana casa-se com Jerônimo e passa a sofrer todo tipo de humilhação e violência, transformando a garota em uma caricatura escravizada pelo seu poder. Com a ajuda de Antônia (Lolita Rodrigues), sua grande amiga que também se muda para o Brasil buscar um bom casamento, Ana consegue se comunicar clandestinamente com Guilherme, a quem jura amor eterno.

## Elenco
| Ator                | Personagem           |
| ------------------- | -------------------- |
| Fernanda Montenegro | Ana Cardoso          |
| Gilberto Chagas     | Guilherme Schetz     |
| Rolando Boldrin     | Don Jerônimo Taveira |
| Lolita Rodrigues    | Antônia Gusmão       |
| Gessy Fonseca       | Gênova               |
| Ivone Sampaio       | Isabel               |
| Nicia Moraes        | Rosália              |
| Sylvio Silveira     | Heitor Cardoso       |